# I-0: Jailbait on Interstate Zero
I-0: Jailbait on Interstate Zero is een videospel voor diverse platforms. Het spel werd uitgebracht in 1997. 